# Остин (бронеавтомобиль)
«Остин» — семейство пулемётных бронеавтомобилей, разработанных по заказу Российской империи британской фирмой «Остин» и производившихся там же в 1914—1917 годах. 
«Остин» строившиеся в трёх основных модификациях, стали самыми массовыми бронеавтомобилями Русской императорской армии в ходе Первой мировой войны. Также активно применялись противоборствующими сторонами в ходе Гражданской войны в России. Кроме того, изготовленные, но не отправленные в Россию бронеавтомобили «Остин» ограниченно применялись Британской армией весной—осенью 1918 года на Западном фронте Первой мировой войны, с мая 1918 года — в Месопотамии, а позднее — в Индии и Афганистане.

## История создания
С началом Первой мировой войны разрозненные факты успешного применения броневых автомобилей на фронте поставили вопрос о развёртывании серийного производства этих боевых машин. 17 августа 1914 года военный министр генерал-адъютант Владимир Александрович Сухомлинов предложил полковнику лейб-гвардии Егерского полка Александру Николаевичу Добржанскому сформировать бронированную пулемётную автомобильную батарею, а 19 августа разрешением приступить к постройке броневых машин «положил начало существованию блиндированных автомобилей и формированию роты». Однако мощностей заводов России не хватало для покрытия нужд армии в транспортных машинах, не говоря уже о бронированных. Поэтому в августе 1914 года приказом Сухомлинова была образована специальная закупочная комиссия генерала Секретева, которая отбыла в Англию для закупки автомобильной техники и имущества, в том числе броневых автомобилей. Членами комиссии совместно с офицерами Главного военно-технического управления Русской Императорской Армии (ГВТУ), преемником Главного инженерного управления, разработали тактико-технические требования к этому виду боевой техники. В частности, приобретаемые бронеавтомобили должны были иметь горизонтальное бронирование (то есть крышу), а пулеметное вооружение состоять минимум из двух пулемётов, установленных в двух вращающихся независимо друг от друга башнях. Ничего подобного комиссия в Англии не обнаружила.
В итоге, в 1914 году по заказу России фирма «Остин» разработала одноимённый бронеавтомобиль на шасси пассажирского автомобиля, соответствующий русским тактико-техническим требованиям. 29 сентября 1914 была заказана первая партия из 48 машин стоимостью по 1150 фунтов стерлингов каждая. Эти машины впоследствии получили известность, как «Остины» 1-й серии.

## Описание конструкции

### Броневой корпус и башня
Бронирование «Остинов» 1-й серии состояло из бронелистов производства фирмы «Виккерс», имевших толщину 3,4-4 мм и приклёпанных к металлическому каркасу. Для посадки экипажа из четырёх человек (командира, водителя и двух пулемётчиков) имелась дверь в левом борту и две двери — в корме. Наблюдение за полем боя осуществлялось через откидные бронелючки, в бою — через смотровые щели. Кроме того, на бронеавтомобиле были смотровые глазки, закрывающиеся бронезаслонками. Для охлаждения радиатора прикрывавший его бронелист был смонтирован на петлях и мог открываться и закрываться с водительского места посредством специальных тяг.

### Вооружение
Вооружение бронеавтомобиля состояло из двух 7,62-мм пулемётов Максима в двух вращающихся башнях, расположенных на одной оси перпендикулярно оси корпуса, в связи с чем каждая из башен имела угол обстрела порядка 230°. Вращение башен, опиравшихся на три ролика каждая, производилось поворотом колонки, закреплённой на полу и приклёпанной к стенкам башен двумя кронштейнами. Возимый боекомплект — 10 000 патронов (40 лент в коробках); патроны размещались в задней части корпуса под сидениями пулемётчиков.

### Двигатель и трансмиссия
В качестве силовой установки на всех «Остинах» использовался карбюраторный рядный 4-цилиндровый двигатель жидкостного охлаждения производства Austin Motor Company. Зажигание — от Магнето фирмы Bosch. Трансмиссия — механическая, с 5-скоростной коробкой передач (4 передачи вперёд и одна — назад). Бронеавтомобиль развивал скорость по шоссе до 50—60 км/ч и преодолевал 0,6-метровый брод.

### Электрооборудование
«Остины» комплектовались системой электроосвещения от бортовой сети аккумуляторов напряжением 12 В, включавшей одну фару внутри корпуса рядом с водителем, одну фару перед радиатором (за откидным бронелистом), два габаритных стоп-сигнала по бортам и один — на корме, а также два осветительных плафона в бронекорпусе.

## Модификации
В 1914 году по заказу России фирма «Остин» разработала бронеавтомобиль на шасси пассажирского автомобиля, соответствующий русским тактико-техническим требованиям. 29 сентября 1914 заказаны 48 броневиков, известные как «Остины» 1-й серии; последующие модификации использовали шасси полуторатонного грузовика. Различные модификации поставлялись в Россию в 1914—1916 годах. 6 марта 1915 года было заказано 60 бронеавтомобилей улучшенной конструкции — «Остины» 2-й серии. На них использовался более мощный двигатель, нежели у 1-й серии, а броня стала толще. 25 августа 1916 года были заказаны ещё 60 бронеавтомобилей — «Остинов» 3-й серии, сходных по характеристикам со 2-й серией. Также в 1916 было заказано 60 шасси этой модификации с целью наладить сборку бронеавтомобилей на этих шасси в России (впоследствии на их основе строились броневики Остин-Путиловец).
Ещё одна модификация, иногда называемая модель «Остин» 1918 года, была заказана в 1917 году, но из-за революционных событий в России не отправлена заказчику. Эти машины использовалась англичанами на Западном фронте, в Месопотамии и Афганистане.

## Операторы
- Российская империя
- РСФСР
- Белое движение
- УНР
- Германская империя
- Веймарская республика
- Британская империя

## Служба и боевое применение

### В Русской Императорской армии
Получив от генерала Секретева телеграмму о закупке в Англии 48 бронеавтомобилей «Остин» (в документах назывались машинами 1-й заготовки или 1-й серии), автомобильное отделение ГВТУ Главного управления Генерального Штаба (ГУГШ) совместно с представителями Военной автошколы и Офицерской стрелковой школы приступили к разработке штата для автоброневых частей. В начале декабря 1914 года высочайше утвержден штат № 19 автопулеметного взвода, который включал три пулеметных бронеавтомобиля «Остин», четыре легковых автомобиля, один 3-тонный грузовик, автомастерскую, автоцистерну и 4 мотоцикла, из них один с коляской. При этом каждому броневику придавали по одному легковому автомобилю и мотоциклу без коляски для обслуживания. Личный состав взвода — четыре офицера (по штату командир — штабс-капитан и три младших офицера — подпоручики) и 46 унтер-офицеров и рядовых.
Особенность автоброневых частей Русской Армии — то, что с начала их формирования в них была большая часть добровольцев, и не только офицеров, но и унтер-офицеров. Среди унтеров была значительная часть сверхсрочнослужащих и вольноопределяющихся из квалифицированных слесарей и механиков. Подавляющее большинство служивших в бронечастях составляли грамотные, хорошо и быстро осваивавших эту бронетехнику, применение которой требовало технической подготовки. При назначении в состав автопулеметных взводов отбирали подготовленных артиллеристов, пулеметчиков и водителей. Среди офицеров бронечастей значительная часть из артиллерийских и гвардейских частей и из прапорщиков военного времени, имевших высшее техническое образование или бывших до войны инженерами. Это привело к тому, что уже в середине 1915 года автоброневые части стали военной элитой. Этому способствовало и активное использование броневиков в боях, и высокий процент награжденного личного состава Архивная копия от 23 июня 2017 на Wayback Machine. Поэтому автоброневые части в большинстве не поддавались агитации разными партиями и остались верны присяге в 1917 году.
Для автоброневых частей ввели кожаное обмундирование (кожаные штаны и куртка) и оригинальное кепи с козырьком — впервые так экипированы бойцы 1-й автопулеметной роты. Эта рота использовала для шифровки на погонах две эмблемы — автомобильную и пулеметную, а в 1915 году приказом по Военному ведомству № 328 введена эмблема автопулеметных частей — совмещенная символика автомобильных и пулеметных частей. Эмблему носили на погонах и изготавливали из белого или жёлтого металла, также встречалась нанесенная краской.
Формирование первых автопулеметных взводов начали сразу после прибытия броневых и вспомогательных машин из-за границы. К 20 декабря 1914 года готово 8 взводов (5-й — 12-й), которые 21 декабря убыли в действующую армию. Легковые машины в этих взводах были разных марок («Бенц», «Пирс-Арроу», «Локомобиль», «Паккард», «Форд» и другие), мотоциклы «Гумберт» и «Энфильд», грузовики «Уайт», мастерские «Непир», цистерны «Остин». Вся автотехника, поступавшая во взвода, была новая, закупленная комиссией полковника Секретева. Исключение — легковые автомобили, поступавшие из запасной автороты. Формировали первые автопулеметные взвода офицерская стрелковая школа в Ораниенбауме и военная автошкола в Петрограде.
Однако первые же столкновения с противником выявили недостатки броневиков. Из-за частых поломок трансмиссии и недостаточной (5 мм) толщины брони потребовалась доработка закупленных в Англии бронеавтомобилей «Остин»: машины были отозваны с фронта и на Путиловском заводе получили новый корпус (для его изготовления использовался броневой лист толщиной 8 мм производства Ижорского завода) и усиленные раму и ведущий мост. Шины колёс стали пулестойкими благодаря заполнению их специальным составом. Впоследствии бронеавтомобили «Остин» активно использовались войсками Русской императорской армии в ходе обороны Двинска (1915 год), Брусиловского прорыва (1916 год) и др. С такого броневика выступал Ленин по прибытии в Петроград 3 (16) апреля 1917.
После событий февраля и октября 1917 года бронеавтомобили «Остин» главным образом попали в состав формирующихся броневых частей РККА. Некоторое количество «Остинов» также использовалось различными частями Белого движения.

### В армиях других стран
Трофейные «Остины» активно использовались Германской империей и Веймарской республикой как машины для поддержания внутреннего порядка — в частности, при подавлении Мюнхенского восстания (1919 год) и других революционных вспышек в Веймарской республике. Также некоторое количество этих машин использовалось армией УНР в ходе Гражданской войны в России.

## Оценка машины
В целом бронеавтомобили «Остин» были успешными машинами, адекватными своему времени. Хорошие проходимость и подвижность, сильное для лёгкого бронеавтомобиля вооружение и приемлемое бронирование (на 1-й серии — после перебронирования) позволяли этому бронеавтомобилю успешно решать поставленные перед ним задачи — вести разведку и охранение, обеспечивать связь, преследовать противника, сопровождать пехоту, оперативно поддерживать войска на опасных направлениях
Немаловажно также, что в период Гражданской войны «Остины» были первыми по численности бронеавтомобилями России.
Благодаря мощному двигателю они были на уровне остальных бронеавтомобилей РККА и Белых армий по динамическим характеристикам на грунтовых и просёлочных дорогах. Но бронеавтомобиль «Остин» Путиловского завода, имевший аналогичные вооружение и бронирование и близкую массу, из-за более слабого двигателя (50 л. с. у «Остина» против 72 л. с. у «Фиата») имел меньшую удельную мощность и ощутимо уступал «Фиату» в скорости и маневренности. В проходимости «Остины» уступали только колёсно-гусеничным «Остинам-Кегрессам».
Использование в качестве базы бронеавтомобиля 1-й серии легкового шасси (хотя и усиленного типа) дало некоторый проигрыш в надёжности — к примеру, задние рессоры и дифференциал заднего моста «Остинов» 1-й серии оказались недостаточно прочными.
Последующие модификации использовали шасси полуторатонного грузовика и были более надёжными.

## Машина в массовой культуре
Показана в компьютерной игре Battle of Empires 1914—1918.

## Галерея
- «Остины» бронируются на Ижорском заводе. Слева Мгебров-Уайт
- Бронеавтомобиль «Остин» 1-й серии и юнкера на Дворцовой площади, 1917 год.
- Германский «Остин» в частях Фрайкора, 1919 год.
- «Остин» 3-й серии «Атаман Богаевский» в Донской армии, 1919 год.
- Гайдамаки армии УНР у бронеавтомобиля «Остин», 1919 год.
- Красногвардейский «Остин» 2-й серии не позднее 1921 года.
- Бойцы 55-го АБО КА и турецкие солдаты у бронеавтомобиля «Остин», несущего имя собственное «Гром». Армения, 1921 год.